# České Křídlovice
České Křídlovice (německy Groß Grillowitz, 1939–1945 Neuweidenbach) jsou vesnice, součást obce Božice v okrese Znojmo. Původně byly samostatnou obcí s názvem Böhmisch Grülowitz (někdy také B. Grillowitz nebo Schrilewitz), v roce 1951 byly sloučeny s Božicemi do jedné obce, která se nečlení na evidenční části. Katastrální území Českých Křídlovic zůstalo zachováno.
Územím prochází silnice II/414 v úseku Lechovice–Božice a silnice III/4141 České Křídlovice–Božice.
Ve vsi nachází kostel svatého Petra a Pavla.

## Historie
První písemná zmínka o Českých Křídlovicích pochází z roku 1225.
Složení obyvatelstva bylo převážně české či spíš moravské. Postupem doby se skladba měnila ve prospěch německého obyvatelstva, k němuž po roce 1918 přibývali zaměstnanci státu – Češi. Poválečný vývoj znamenal téměř okamžitou výměnu obyvatelstva. Z německy mluvících zbyla hrstka. V roce 1948 byly ke katastru Českých Křídlovic přičleněny plochy zrušených katastrálních území Rochovice Pustina a Petrovice Pustina, tvořící dnes severní, respektive jihozápadní část křídlovického katastru. Názvy Rochovice (též Raklinice, Rakvice) a Petrovice pochází od středověkých vesnic, které se v těchto místech nacházely a které zanikly již ve středověku (Rochovice) či někdy v 16. nebo 17. století (Petrovice). Jejich jména zůstala zachována v názvech polních tratí a v josefinském období přešla na nově vzniklé katastry.

## Památky
- Kostel sv. Petra a Pavla
- Někdejší pensionát sester Boromejek s internátem pro učitelky ručních prací (dnes Domov seniorů), číslo popisné 187
- Socha svatého Jana Nepomuckého u čísla popisného 189

S Českými Křídlovicemi bývá spojován lesní lovecký zámeček Samota (německy Allein), vystavěný začátkem 19. století Petrem Braunem, majitelem jaroslavického panství. Nedaleko Českých Křídlovic se nachází jedno z mála nalezišť vzácné růže bedrníkolisté, růže se skoro černými lístky.